# Парадокс Лукаса
В экономике парадокс Лукаса или загадка Лукаса заключается в том, что капитал не перетекает из развитых стран в развивающиеся страны, несмотря на то, что в развивающихся странах уровень капитала в расчете на одного работника ниже (дефицит капитала и относительный избыток рабочей силы).
Классическая экономическая теория предсказывает, что капитал должен перетекать из богатых стран в бедные из-за эффекта уменьшения доходности капитала. В бедных странах уровень капитала на одного работника ниже, что отчасти объясняет их бедность. В таких странах нехватка капитала по сравнению с рабочей силой должна означать, что отдача от вливания капитала выше, чем в развитых странах. Следовательно, инвесторы из богатых стран должны воспринимать бедные страны как выгодные для инвестиций. Но на деле все обстоит не совсем так. Потоки капитала из богатых стран в бедные оказались удивительно незначительными. Эту загадку, широко обсуждавшуюся в статье Роберта Лукаса в 1990 году, называют «парадоксом Лукаса».
Теоретические объяснения парадокса Лукаса можно разделить на две категории.
1. Первая группа объяснений связывает ограниченный объём капитала, полученного более бедными странами, различиями в фундаментальных факторах, влияющих на производственную структуру экономики, таких как технологические различия, недостающие факторы производства, государственная политика и институциональная структура.
2. Вторая группа объяснений сосредоточена на несовершенстве международного рынка капитала, главным образом на суверенном риске (риске национализации) и асимметричной информации . Хотя ожидаемая доходность инвестиций может быть высокой во многих развивающихся странах, инвестиции туда не поступают из-за высокого уровня неопределенности, связанного с ожидаемыми доходами.